# Erik Hoftun
Erik Hoftun, född 3 mars 1969 i Hemne, är en norsk tidigare fotbollsspelare. Han representerade bland annat Rosenborg där han var lagkapten och blev norsk mästare vid elva tillfällen. Hoftun spelade 30 landskamper för Norges landslag. Han deltog i Norges trupp till VM i fotboll 1998, dock utan att få någon speltid.
Hoftun har efter spelarkarriären bland annat varit assisterande tränare i Rosenborg och var då med och vann tre norska mästerskap och två cupmästerskap.

## Meriter
- Norsk mästare 11 gånger som spelare med Rosenborg (1994–2004)[1]
- Norsk cupmästare 3 gånger som spelare med Rosenborg (1995, 1999 och 2003)[1]
- Kniksenprisen för bäste försvarare 6 gånger (1995–2000)[1]